# Grenchenberg
Le Grenchenberg est une montagne suisse culminant à 1 404 mètres d'altitude dans le massif du Jura, à cheval entre le canton de Soleure et le canton de Berne.